# 窪園千枝子
窪園 千枝子（くぼぞの ちえこ、1950年1月 - ）は、日本の実業家、元歌手・元女優、元性評論家である。本名同じ。
おもな活動時期は1970年代半ばであり、当時は東映芸能（1965年設立、現在の東映ビデオの前身の一社）に所属した。楽曲『しおふき小唄』で知られる。別名窪園 千絵子、黒澤 千枝子。

## 人物・来歴
群馬県生まれ。この生年月は『芸能人物事典 明治大正昭和』の窪園の項に記されたものだが、同記事に「27歳で芸能界デビュー、テレビ、雑誌に活躍」との記述があり、満27歳の時点（1977年1月）では、すでに映画出演、レコードデビューから1年以上経過しており、矛盾がある。ただし「27歳で芸能界デビュー」の年齢記述は、『週刊ポスト』（1975年7月）での松方弘樹との対談時に記された年齢が「27歳」であることとは矛盾しない。
高校在学中の18歳のときに「ミス群馬」に選ばれたとされる。その後、大学在学中に「ミス・インターナショナル」および「ミス着物」に選ばれたとされる。19歳のときにノーベル本舗社長の窪園秀志と結婚、1974年（昭和49年）には同社のテレビコマーシャルに出演するが、6年で離婚した。前夫との間に子どもあり。
「潮吹き」で知られ、1975年（昭和50年）、27歳のときに東映の岡田茂社長に起用され、ひし美ゆり子が主演した『好色元禄㊙物語』（監督関本郁夫）に「おせん」役で出演、ヌード&潮吹きを披露した。同作は成人映画に指定され、同年10月14日に公開された。同年12月、テイチクレコード（現在のテイチクエンタテインメント）でシングル「しおふき小唄」を発表、艶歌歌手としてレコードデビューした。同作のB面カップリング曲『女の浮世絵巻』では自ら作詞を行なった。石川弘義は、窪園を「（1975年に）もっとも活躍した女性」と評した。ばばこういちは、翌1976年（昭和51年）に発表した『戦後日本をダメにした100人』に窪園を選び、前年が国際婦人年であったことから「潮吹き一発、国際婦人年の火を消した」と評した。
1979年（昭和54年）、一時、窪園 千絵子と改名、1980年（昭和55年）まで活動する。引退後は母が経営を行なっていた不動産賃貸業を引き継ぐ。

## フィルモグラフィ
- 『好色元禄㊙物語』 : 監督関本郁夫、脚本田中陽造、製作東映京都撮影所、配給東映、1975年10月14日公開（映倫番号 18465） - 「おせん」役

## ディスコグラフィ

### シングル
- 『しおふき小唄』 : テイチクレコード（SN-1491）、1975年12月発売
  - A面『しおふき小唄』 : 作詞門井八郎、作曲野崎眞一、編曲伊藤雪彦、コーラスハニー・ナイツ
  - B面『女の浮世絵巻』 : 作詞窪園千枝子、作曲城賀イサム、編曲伊藤雪彦

### オムニバス
- 『あなたと死にたい私 幻の名盤解放歌集 テイチクお色気編』、Pヴァインレコード、1998年2月25日発売 - 『しおふき小唄』収録
- 『(禁断)エロチカ!歌謡show』、テイチクエンタテインメント、2012年2月発売 - 『しおふき小唄』収録
- 『黄金演歌・歌謡曲百景 テイチクアーティストによるわが心の流行歌 テイチクレコード80周年記念企画 6 特別編 歌芸 昭和45-53年』、テイチクエンタテインメント、2013年4月発売 - 『しおふき小唄』収録

## ビブリオグラフィ
国立国会図書館蔵書にみる書誌である。

### 単著
- 『ほんとうの私』、潮出版社〈ゼロ・ブックス〉、1975年、全国書誌番号:75078440
- 『窪園千枝子の体験的SEX論』、スポーツニッポン新聞社出版局、1976年、全国書誌番号:75074215

### 対談・インタヴュー等
- 「『30億円のダイヤ』をCMで堂々誇示する窪園千枝子という女」 : 『週刊文春』第16巻第29号通巻786号所収、文藝春秋、1974年7月、p.132-135.

- 「喜劇のヒロイン・窪園千枝子が語る『こんな女に誰がした』」 : 『週刊文春』第17巻第7号通巻815号所収、文芸春秋、1975年2月、p.27-30.
- 「全男性に私の名器で演奏させてあげたいの」 : 『週刊ポスト』第7巻第27号通巻307号所収、小学館、1975年7月、p,32-35.
- 「松方弘樹の『黒沢年男さんも突撃対談 藤岡弘さんも私の "潮吹き" を絶讃したのよ』」窪園千枝子・松方弘樹 : 『週刊ポスト』第7巻第29号通巻309号所収、小学館、1975年7月、p.146-150.
- 「窪園千枝子に挑戦した怪女」 : 『週刊文春』第17巻第37号通巻845号所収、文芸春秋、1975年9月、p.24.
- 「告白特集 子どもを連れて離婚した妻の生き方 / マダム路子 ; 窪園千枝子」『婦人生活』第29巻第11号、婦人生活社、1975年10月1日、165 - 171頁、NDLJP:2324547/72。
- 「藤田弓子の〝渦中の人〟直撃訪問11 窪園千枝子」藤田弓子 : 『週刊平凡』第17巻第42号所収、平凡出版、1975年10月、p.134.
- 「泉ピン子と窪園千枝子が大学で講演!」 : 『週刊平凡』第17巻第45号所収、平凡出版、1975年11月、p.44.
- 「ハンソン番外対談 国際婦人年を飾った女性ベスト2」イーデス・ハンソン、五月みどり・窪園千枝子 : 『週刊文春』第17巻第48号通巻856号所収、文芸春秋、1975年11月、p.46-52.

- 「窪園千枝子サンが大胆な再婚宣言!」 : 『週刊平凡』第18巻第5号所収、平凡出版、1976年1月、p.148.
- 「完全なオーガスム獲得法 / 蠣崎要 ; 窪園千枝子」『婦人生活』第30巻第2号、婦人生活社、1976年2月1日、257 - 268頁、NDLJP:2324551/116。
- 「有名有の身上相談 - 窪園千枝子・専売特許 "潮吹き" が涸れるとき」 : 『週刊文春』第18巻第11号通巻871号所収、文芸春秋、1976年3月、p.120-121.
- 「婚約した窪園千枝子の "恋人"」 : 『週刊文春』第18巻第23号通巻883号所収、文芸春秋、1976年6月、p.20.
- 「黒沢年男の婚約に窪園千枝子爆弾発言」 : 『週刊平凡』第18巻第25号所収、平凡出版、1976年6月、p.42.
- 「特別対談 窪園千枝子VS.サロメ角田 "名器日本一" 決着論争」窪園千枝子・サロメ角田 : 『週刊現代』第18巻第24号所収、講談社、1976年6月、p.164-168.

- 「シリーズオトコ白状番外編『ポテンツ、長さ、太さETC 男の機能能力をフル回転させるには』」窪園千枝子・衣麻遼子・二条朱実 : 『週刊ポスト』第9巻第2号通巻382号所収、小学館、1977年1月、p.175-179.
- 「角川春樹氏と窪園千枝子女史にまつわるオモロイ話題! 『潮吹き千枝子に直撃したら、あれれ、やっぱり潮吹いた』」角川春樹・窪園千枝子 : 『週刊ポスト』第9巻第6号通巻386号所収、小学館、1977年2月、p.160-163.
- 「性豪（窪園千枝子・デイック・ミネら）が伝授する "活球セックス"」窪園千枝子・ディック・ミネ : 『週刊ポスト』第9巻第20号通巻400号所収、小学館、1977年5月、p.176-178.

- 「インサイドスペシャル『私の出番』フォード前大統領、大屋政子、麻生良方、河埜和正、窪園千繪子、岩下志麻、キューピット」 : 『週刊サンケイ』第28巻第2号通巻1517号、サンケイ出版、1979年1月、p.24.
- 「窪園千繪子 カネやん対談第九回ゲスト "いま別居結婚中だからダメよ"」金田正一・大滝譲司 : 『週刊ポスト』第11巻第27号通巻507号所収、小学館、1979年7月、p.66-71.
- 「創刊10周年・追跡ワイド SEX暴露ふたたび…あの激女たち五月みどり・沖山秀子・サロメ邂田・窪園千繪子 の新・色ざんげ」五月みどり・沖山秀子・サロメ邂田・窪園千繪子 : 『週刊ポスト』第11巻第30号通巻510号所収、小学館、1979年7月、p.36-41 .

- 「故引田天功(45)の『口説きの魔術』 - 小桜京子元夫人、窪園千繪子女史らが明かす」引田天功・小桜京子・窪園千繪子 : 『週刊ポスト』第12巻第4号通巻534号所収、小学館、1980年1月、p.36-38.
- 「ワ、これはおったまげた剛腕写真家 カネやんが窪園千繪子のヌード激写」 : 『週刊ポスト』第12巻第34号通巻564号所収、小学館、1980年8月、p.33-35.
- 「人間追跡 セックス評論家で話題を呼んだ 窪園千繪子さん」 : 『週刊平凡』第24巻第18号所収、平凡出版、1982年5月、p.174.
- 「過去には触れない窪園千枝子」 : 『週刊文春』第26巻第40号通巻1207号所収、文芸春秋、1984年10月、p.192.
- 「窪園千枝子の『潮吹き』その後」 : 『サンデー毎日』第65巻第40号通巻3600号所収、毎日新聞社、1986年10月、p.161-162.
- 「37年間を彩った女の事件簿お騒がせ主役たちはいま」東京ローズ・榎美沙子・重信房子・竹久みち・デビ夫人・窪園千繪子・永田洋子・三浦良枝・榎本三恵子 : 『週刊サンケイ』第37巻第21号通巻2093号、サンケイ出版、1988年6月、p.74.
- 「元祖潮吹きVS元祖ホンバン女優 窪園千枝子と松田暎子 "後遺症"」窪園千枝子・松田暎子 : 『週刊文春』第31巻第19号通巻1536号所収、文芸春秋、1989年5月、p.61-62.